# Gymnastique artistique aux Jeux olympiques d'été de 2012 - cheval d'arçons hommes
Pour un article plus général, voir Gymnastique artistique aux Jeux olympiques d'été de 2012.
Navigation
Pékin 2008 Rio de Janeiro 2016
La finale du concours de cheval d'arçons hommes de gymnastique artistique des Jeux olympiques d'été de 2012 organisés à  Londres (Royaume-Uni), se déroule à la North Greenwich Arena le 5 août 2012.

## Médaillés
| Or              | Argent      | Bronze       |
| Krisztián Berki | Louis Smith | Max Whitlock |

## Résultats

### Finale
| Rang               | Gymnaste            | Pays            | Score D | Score E | Pén. | Total   |
| ------------------ | ------------------- | --------------- | ------- | ------- | ---- | ------- |
| Médaille d'or      | Krisztián Berki     | Hongrie         | 6.900   | 9.166   | 0.00 | 16.066  |
| Médaille d'argent  | Louis Smith         | Grande-Bretagne | 7.000   | 9.066   | 0.00 | 16.066* |
| Médaille de bronze | Max Whitlock        | Grande-Bretagne | 6.600   | 9.000   | 0.00 | 15.600  |
| 4                  | Alberto Busnari     | Italie          | 6.600   | 8.800   | 0.00 | 15.400  |
| 5                  | Cyril Tommasone     | France          | 6.500   | 8.641   | 0.00 | 15.141  |
| 6                  | Vitalii Nakonechnyi | Ukraine         | 6.300   | 8.466   | 0.00 | 14.766  |
| 7                  | David Belyavskiy    | Russie          | 6.300   | 8.433   | 0.00 | 14.733  |
| 8                  | Vid Hidvégi         | Hongrie         | 6.399   | 8.000   | 0.00 | 14.300  |

- Lorsque deux compétiteurs ont la même note globale, celui qui possède la note d'exécution la plus élevée est classé devant.

### Qualifications
| Rang | Gymnaste            | Pays       | Score D | Score E | Pen. | Total  | Qual. |
| ---- | ------------------- | ---------- | ------- | ------- | ---- | ------ | ----- |
| 1    | Louis Smith         | GBR        | 6.900   | 8.900   |      | 15.800 | Q     |
| 2    | Cyril Tommasone     | FRA        | 6.500   | 8.833   |      | 15.333 | Q     |
| 3    | Vid Hidvegi         | HUN        | 6.300   | 8.800   |      | 15.100 | Q     |
| 4    | Alberto Busnari     | ITA        | 6.600   | 8.458   |      | 15.058 | Q     |
| 5    | Krisztián Berki     | HUN        | 6.400   | 8.633   |      | 15.033 | Q     |
| 6    | Vitalii Nakonechnyi | UKR        | 6.300   | 8.633   |      | 14.933 | Q     |
| 7    | David Belyavskiy    | RUS        | 6.300   | 8.600   |      | 14.900 | Q     |
| 8    | Max Whitlock        | GBR        | 6.400   | 8.500   |      | 14.900 | Q     |
| 9    | Mykola Kuksenkov    | UKR        | 6.500   | 8.400   |      | 14.900 | R     |
| 10   | Danell Leyva        | États-Unis | 6.100   | 8.766   |      | 14.866 | R     |
| 11   | Sebastian Krimmer   | GER        | 6.200   | 8.633   |      | 14.833 | R     |